# Psectrocera
Psectrocera is een kevergeslacht uit de familie van de boktorren (Cerambycidae). De wetenschappelijke naam van het geslacht werd voor het eerst geldig gepubliceerd in 1862 door Pascoe.

## Soorten
Psectrocera is monotypisch en omvat slechts de volgende soort:
- Psectrocera plumigera (Westwood, 1848)